# Mounir Laouar
Mounir Laouar (ur. 25 marca 1963 w Konstantynie) – algierski piłkarz grający na pozycji bramkarza. W swojej karierze rozegrał 1 mecz w reprezentacji Algierii.

## Kariera klubowa
Swoją karierę piłkarską Laouar rozpoczął w klubie MO Constantine. Zadebiutował w nim w sezonie 1982/1983. W sezonie 1990/1991 wywalczył z nim mistrzostwo Algierii. W 1992 roku przeszedł do US Chaouia, z którym w sezonie 1993/1994 został mistrzem Algierii. W trakcie sezonu mistrzowskiego odszedł do CS Constantine. W sezonie 1996/1997, ostatnim w karierze, wywalczył mistrzostwo Algierii.

## Kariera reprezentacyjna
W reprezentacji Algierii Laouar zadebiutował 16 grudnia 1991 roku w wygranym 3:1 towarzyskim meczu z Senegalem, rozegranym w Algierze i był to jego jedyny rozegrany mecz w kadrze narodowej. W 1992 roku powołano go do kadry na Puchar Narodów Afryki 1992, na którym zagrał nie rozegrał żadnego meczu.